# Мелешкин, Александр Константинович
Мелешкин Александр Константинович  (род. 2 сентября 1954 года, г. Горький Горьковская область, СССР) — советский и российский политик, и.о мэра Нижнего Новгорода в 1998 году.

## Биография
Родился 2 сентября 1954 г. в г. Горьком
С 1976 по 1992 годы работает на ГАЗе, пройдя путь от мастера до начальника цеха, заместителя главного механика металлургического производства, также был заместителем начальника управления приватизации в администрации Нижнего Новгорода.
С 29 марта по 10 октября 1998 — и.о мэра Нижнего Новгорода.
С 1998 года — н.в заместитель президента нефтяной компании «Норси-Ойл» по корпоративному управлению, по финансам.
С 1998 по 2001 гг. — вице-президент нефтяной компании «НОРСИ-Ойл» по корпоративному управлению и финансам.
С мая по август 2001 гг. — министр имущественных отношений правительства Нижегородской области.
с августа 2001 г. вернулся на работу в компанию «НОРСИ-Ойл» на должность вице-президента по корпоративному управлению и финансам.
С октября 2002 г. — первый вице-мэр г. Нижний Новгорода.
С 4 по 12 января 2003 г. — и.о мэра Нижнего Новгрода во время отпуска Вадима Булавинова[значимость факта?].
С 16 января 2006 г. — генеральный директор ЗАО «Ипотечная компания Сбербанка».

## Личная жизнь
А. К. Мелешкин женат, у него трое детей.